# بحر المتقارب
بَحْرُ المُتَقارِب هو أحد بحور الشعر العربي، وسُمِّي بالمتقارب (لتقارُب أجزائه، لأنها خماسية كلها يشبه بعضُها بعضًا، وذلك لأن كُلَّ أجزائه مَبْنِيٌّ على وَتَدٍ وسَبَب).
وهو أحد البحور الستة عشر في علم العَروض، ويُنسب إلى الخليل بن أحمد الفراهيدي. يتميَّز بإيقاعه المنتظم القريب من النفس، وله تأثير موسيقي واضح في الشعر العربي القديم. يتكوَّن بحر المتقارب في صورته التامَّة من تفعيلة واحدة تتكرَّر ثماني مرَّات في البيت، وهي: (فعولن فعولن فعولن فعولن) في كل من الشطرين. ويُستخدم في التعبير عن الموضوعات الجليلة والمواقف البطولية، كما يظهر في الكثير من القصائد الملحمية. 

## عَروضه
بحر المتقارب عروضه صحيحة، لكن يجوز دخول تغيرين:
1. القَبْض، فتصير (فَعُولُنْ): (فَعُولُ) غير ملزم.
2. الحَذْف، فتصير (فَعُولُنْ): (فَعُو) غير ملزم.